# Шелухін Петро Семенович
Петро Семенович Шелухін (18 жовтня 1894 — 26 травня 1983) — радянський воєначальник, генерал-лейтенант авіації.

## Біографія
Народився 18 жовтня 1894 року в робітничій сім'ї. Росіянин. У 17 років влаштувався слюсарем на судноремонтний завод «Навель» в Миколаєві. На заводі познайомився з більшовиками. У 1915 році в на першотравневій демонстрації молодий робітник Шелухін йшов попереду колони, несучи з товаришем великий червоний плакат з написом «Геть війну, геть царя!». Поліція розігнала демонстрацію і заарештувала багатьох її учасників. У числі інших Петро був арештований, жорстоко побитий і під конвоєм відправили на фронт у штрафний батальйон. Через деякий час переведений в 36-й корпусний авіазагін на посаду моториста. Разом із загоном прибув на румунський фронт. Виявив великий інтерес до авіаційної техніки, придивлявся до дій льотчиків і поставив собі за мету — навчитися літати. Авіація вимагала поповнення льотним складом, і найталановитіших з нижніх чинів навчали польотів. Шелухін швидко освоїв матеріальну частину літаків «Декан» і «Сопвіч». Йому присвоїли звання унтер-офіцера і дозволили літати.
У червні 1917 року Петро Семенович Шелухін вступив до лав партії більшовиків і обраний головою виконавчого комітету авіазагону. Після Жовтневого перевороту він брав участь у боях з білогвардійцями і румунськими окупантами, бився за встановлення радянської влади в Одесі і губернії. Десятки разів літав на бомбометання і розвідку військ противника.
У квітні 1919 року П. С. Шелухіна направили до Київської льотної школи, з другої половини 1919 року перевели до Московської школи льотчиків-винищувачів. У цей період він кілька разів бачив В. І. Леніна, слухав його виступи. Після закінчення школи спрямований на Південно-Західний фронт, де у складі 2-го авіадівізіону відзначився в повітряних боях з ворожою авіацією, в розвідці і штурмовці кінноти ворога.
У серпні 1920 року Петро Шелухін за мужність, виявлену в бойових вильотах, скоєних під обстрілом противника, був нагороджений орденом Червоного Прапора.
Після закінчення громадянської війни авіазагін, яким командував Петро Семенович, відвели на переформування в Підмосков'я. У сформовану 2-у ескадрилью для приведення льотчиків до військової присяги приїхав М. І. Калінін. Ескадрилья під командуванням Шелухіна показала груповий пілотаж. Михайло Іванович оголосив льотчикам подяку, а у командира запитав, чи не зможуть літаки побудуватися в повітрі таким чином, щоб вийшло слово «Ленін». Петро Семенович запевнив, що зможуть, якщо добре потренуватися. На святкуванні 6-ї річниці Жовтневої революції 2-а винищувальна ескадрилья в небі Москви виписала ім'я вождя революції.

Могила Петра Шелухіна

Командуючи різними авіаційними частинами П. С. Шелухін проявив себе хорошим організатором і вихователем. Він обіймав одночасно посади командира і військового комісара. Під його командуванням 15-а винищувальна авіаційна бригада перетворилася на зразкове з'єднання. Петро Семенович був нагороджений орденом Леніна.
Потім була служба в Закавказзі, в Приморському краї.
У перші дні радянсько-німецької війни генерал-майор авіації П. С. Шелухін отримав призначення в діючу армію. Був командувачем ВПС Південного фронту. У 1942—1946 роках був командувачем ВПС СибВО.
Після війни, вийшовши у відставку, генерал-лейтенант авіації П. С. Шелухін активно вів партійну, громадську та військово-патріотичну роботу.
Помер 26 травня 1983 року. Похований в Києві на Лук'янівському військовому кладовищі.